# Anetia occlusa
Anetia occlusa là một loài ruồi trong họ Tachinidae.